# Stranglehold
Stranglehold o (John Woo Presenta Stranglehold) è un videogioco in terza persona sviluppato da Midway Games (Chigago Studios), per PlayStation 3, Xbox 360 e Windows. Midway Games usa per la prima volta nel gioco l'Unreal Engine 3.0, è stato sviluppato con la collaborazione di John Woo come seguito del film Hard Boiled. Il gioco è stato sviluppato da Midway Chicago dal 2005 e pubblicato per Xbox 360 il 5 settembre 2007, per Windows il 19 settembre 2007 e invece per PlayStation 3 dopo tanti ritardi è stata confermata la data di uscita per il 29 ottobre 2007.
Il protagonista del gioco è modellato sull'attore cinese Chow Yun-Fat.

## Trama
La trama prende l'avvio ad Hong Kong, dove un poliziotto scompare misteriosamente. Il dipartimento di polizia indaga sulla scomparsa fino a quando viene ricevuta una telefonata da una persona sconosciuta che sa dell'accaduto e che sembra chiedere un riscatto. La richiesta dei rapitori si trova nel luogo di un mercato situato nella città murata di Kowloon. L'ispettore Tequila decide di recarsi sul luogo da solo e da lì prenderà inizio una spietata lotta tra Hong Kong e Chicago contro Damon Zakarov, capo della mafia russa, e Wong, capo della mafia cinese, i quali hanno ingaggiato una guerra senza esclusione di colpi per il controllo delle attività criminali nelle due megalopoli.

## Modalità di gioco
Con la pressione di un tasto il mondo intorno al protagonista rallenta, permettendogli una mira perfetta e un'agilità senza pari (Tequila Time). Nel gioco riesce a distruggere tutto quello che vede dalle insegne alle colonne di pietra. Il Tequila Time si esaurisce usandolo, ma si genera con il tempo o anche effettuando uccisioni con stile.

## Collector's Edition
La Midway ha prodotto la Collector's Edition del gioco per le console di nuova generazione.
La versione per la PlayStation 3 include il film Hard Boiled di John Woo completamente rimasterizzato in alta definizione: tuttavia in realtà appare la versione del film più recente del DVD (dentro la scatola del gioco c'è una foto del DVD). Invece la Collector's Edition di Xbox 360 include gli stessi extra, esclusi il film e il design del gioco.